# Guerra de Chioggia
La Guerra de Chioggia fue una de las guerras más duras de las acontecidas entre la República de Génova y la República de Venecia, que tuvo lugar entre los años 1376 y 1381. El conflicto comenzó con la pugna por el control de la isla de Ténedos en el Mar Egeo, a raíz de que cada uno de los dos pretendientes al trono del Imperio bizantino habían otorgado el control de la isla a cada una de las repúblicas a cambio de su apoyo. Esta contienda se enmarca dentro de los numerosos conflictos que tuvieron ambas repúblicas por el control del comercio mediterráneo durante la Edad Media.
La guerra toma el nombre de la población de Chioggia, al otro lado de la laguna de Venecia, donde las tropas genovesas y paduanas se establecieron desafiando el poder veneciano en 1379. Tras meses de avances alternativos los genoveses se rindieron. La guerra terminó mediante la Paz de Turín (1381), por mediación del conde Amadeo IV de Saboya. Tras la firma de esta paz, Génova quedó muy debilitada y pasó a ser dominada por la familia Visconti de Milán. Mientras, Venecia afianzó su poder en el Mediterráneo oriental y empezó su expansión por tierra firme a pesar de las pérdidas ocasionadas por la guerra, hasta ser derrotada por la Liga de Cambrai en 1508

## Escenario inicial
Las dos potencias marítimas habían dominado durante largo tiempo las rutas comerciales con Constantinopla en el Mediterráneo oriental, las cuales habían fortalecido su economía durante la Alta Edad Media. Su rivalidad en el comercio con el este había producido numerosos enfrentamientos. Génova, habiendo sufrido derrotas anteriores a manos de los venecianos, se había liberado de la sumisión a los designios de los Visconti de Milán durante el siglo XIV, aunque también había sido severamente debilitada por la Peste Negra de 1348, que se cobró la vida de 40 000 personas en la ciudad. Venecia había desmembrado el Imperio bizantino en 1204 y fue avanzando gradualmente en su dominio del Adriático, provocando esto el conflicto con Hungría y, tierra adentro, generando una rivalidad con Milán.

## Aliados
Los aliados de Génova incluían al Reino de Hungría y a Padua. El monarca húngaro, Luis I, había conquistado Dalmacia arrebatándosela a Venecia y hacia 1379 los ejércitos de Hungría atacaron a la propia ciudad de Venecia desde el norte. El ejército paduano, bajo el liderazgo de Francisco I de Carrara, cortaron las comunicaciones de Venecia con el oeste Entre los aliados también estaban incluidos el Patriarca de Aquilea y Leopoldo III, el Duque de Austria.
Los aliados de Venecia eran Bernabé Visconti de Milán, que, aunque proporcionó poca ayuda, envió a sus mercenarios a invadir el territorio de Génova.
Venecia consideró insignificante la amenaza de cualquier ataque sobre tierra firme, siempre que pudiera seguir dominando el comercio por mar, y apoyó la guerra contra los genoveses en el levante. A pesar de todo, sus tropas fueron derrotadas en septiembre de 1379 en el valle del Bisagno. Visconti, cuyo despotismo y elevados impuestos habían enfurecido a los milaneses, fue derrocado por su sobrino Gian Galeazzo Visconti en 1385. Fue recluido en el castillo de Trezzo, y envenenado en diciembre de ese mismo año.
Venecia también tenía el apoyo del emperador bizantino, Juan V Paleólogo. En 1376, con la ayuda de Génova, su hijo Andrónico IV lo expulsó del trono, que no volvió a recuperar hasta que Venecia lo restauró en él en 1379.

## Inicios de la guerra. Ténedos

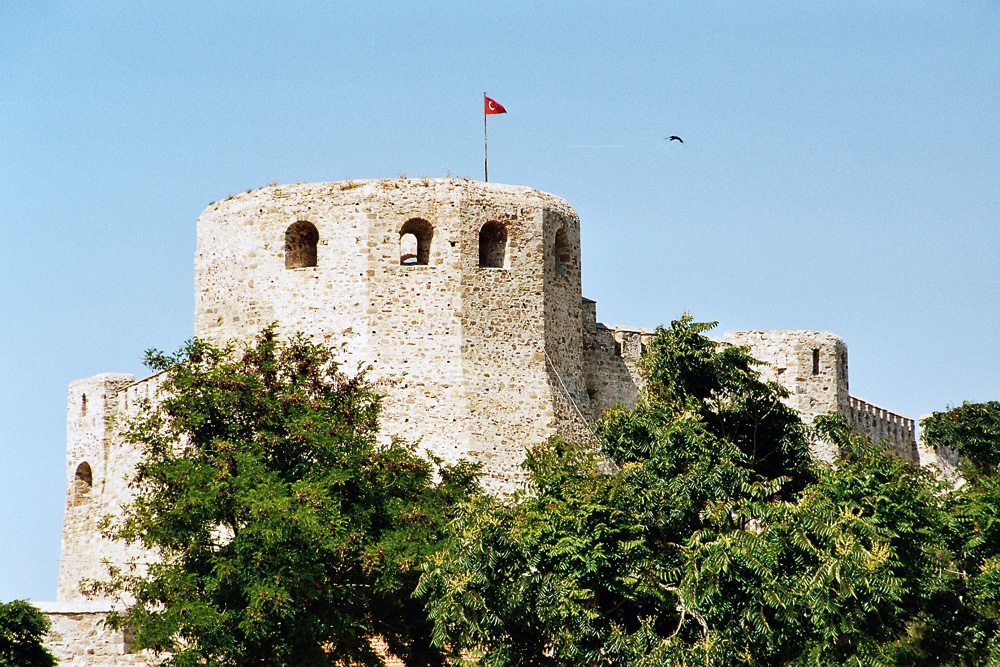
Parte de la fortaleza veneciana de Ténedos (Bozcaada).

La guerra tuvo su origen en una contienda por el control de la isla de Ténedos en el mar Egeo. Ambos bandos tenían diferentes aspirantes al trono del Imperio bizantino. Ténedos había sido conquistada por Venecia al Imperio bizantino en 1377, pero después de este conflicto, la cedieron a Saboya y abandonaron la isla en 1381. Poco después, el papa decidió que el castillo de Ténedos debía ser demolido, puesto que esta fortificación había resultado ser una fuente de conflicto entre las dos potencias.

## La batalla del cabo de Anzio
Durante la primera fase de la guerra, los planes del senado fueron llevados a cabo según lo previsto. Mientras Carlo Zeno hostigaba las posiciones genovesas en levante, Vettor Pisani llevó uno de sus escuadrones a la acción el 30 de mayo de 1378, saliendo hacia el cabo de Anzio en la desembocadura del Tíber, y tomándolo para Venecia. La batalla aconteció en medio de un temporal, enfrentándose 10 galeras venecianas contra 11 genovesas. El almirante genovés Luigi de'Fieshi, fue capturado con 5 de sus embarcaciones, siendo algunas hundidas o desarboladas. Cuatro navíos escaparon, dirigiéndose hacia Famagusta en Chipre, que entonces era posesión de Génova. Si en ese momento, Pisani hubiera dirigido su armada contra la misma Génova, la cual se encontraba en un estado de pánico generalizado por la derrota en Anzio, probablemente este hecho hubiera puesto fin a la guerra, pero, pensando que sus fuerzas estaban muy mermadas, prefirió perseguir a las galeras genovesas que habían huido hacia Famagusta.

## La derrota veneciana de Trogir
En ese mismo año de 1378, Pisani volvió al Adriático con una flota de 25 galeras y destruyó el puerto de Sebenico. Posteriormente se dirigió a Trogir, donde se enfrentó a 22 galeras genovesas, comandadas por Luciano Doria. Pisani atacó Trogir, pero el puerto, muy fortificado, resistió el ataque. Los venecianos, tras recibir daños severos, se retiraron hacia Venecia.

## La batalla de Pola
La primavera siguiente, en 1379, Venecia intento atacar Trogir de nuevo, pero otra vez fueron repelidos. Durante el verano de ese mismo año, Pisani estuvo relativamente ocupado en atacar las posesiones genovesas en Chipre, pero su principal empeño lo puso en tomar posesión de las ciudades de Istria y Dalmacia que apoyaban al Reino de Hungría por miedo a las ansias de poder de la agresiva Venecia. Se le ordenó pasar el invierno en la costa de Istria, donde su tripulación sufrió los estragos de la desfavorable climatología y las enfermedades. Génova, ya recobrada de la histeria causada por la desastrosa derrota en Anzio, decidió atacar Venecia en su propio territorio mientras sus mejores barcos estaban ausentes con Carlo Zeno. Los genoveses marcharon con una poderosa flota, comandada por Luciano Doria hacia el Adriático.
Pisani reforzó su flota apenas entró la primavera de 1379, pero cuando el 7 de mayo avistó la armada genovesa, se apresuró a abandonar Pola, en Istria. Las fuerzas de Génova sólo superaban ligeramente en número a las suyas, pero sus hombres estaban aún muy debilitados. Con esta actuación, el almirante veneciano pretendió evitar la batalla, y considerar un posible ataque desde la misma ciudad de Venecia, amenazando al mismo tiempo a la flota genovesa desde sus posiciones en la costa de Istria. Sin embargo, fue forzado a entrar en batalla por el comisionado Michele Steno, quien como agente del senado tenía autoridad sobre las decisiones del almirante. Los venecianos sufrieron una tremenda derrota, que se saldó con la pérdida de todos sus navíos, salvo seis. Luciano Doria falleció en la batalla, causa por la cual los genoveses, que también sufrieron severas pérdidas, no celebraron su victoria.
En cuanto pisani regresó a casa, fue encarcelado. Sin embargo, sería rescatado más tarde cuando la ciudad de Venecia fue atacada por los genoveses en la Batalla de Chioggia.

## Lido y Brondolo

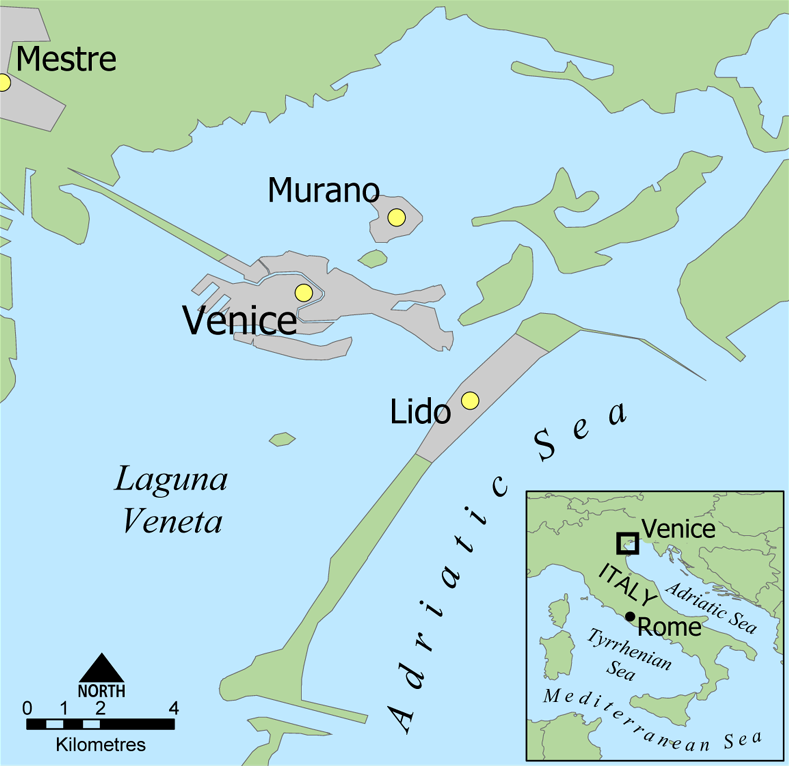
El Lido y Venecia.

A la llegada de Pietro Doria con refuerzos, en julio de 1379, los genoveses aparecieron en el Lido, la barrera exterior de la laguna de Venecia. En agosto de ese mismo año, entraron en la ciudad con un ataque combinado naval y terrestre, junto a los paduanos de Carraresi y el ejército del Reino de Hungría.
Los venecianos cerraron los pasos a través de las barreras naturales exteriores excepto en el extremo sur, a la altura de la isla de Brondolo y la ciudad de Chioggia. En este lugar, la barrera se acercaba a tierra firme, y la posición facilitaba la cooperación de los genoveses con los paduanos y húngaros. Pero Chioggia está alejada de Venecia, que sólo podía ser alcanzada a lo largo de los canales que cruzaban la laguna. Los venecianos habían recogido las boyas que marcaban el camino seguro, y emplazaron una escuadra ligera en la laguna. Pronto, los aliados habían ocupado Brondolo.

## La batalla de Chioggia

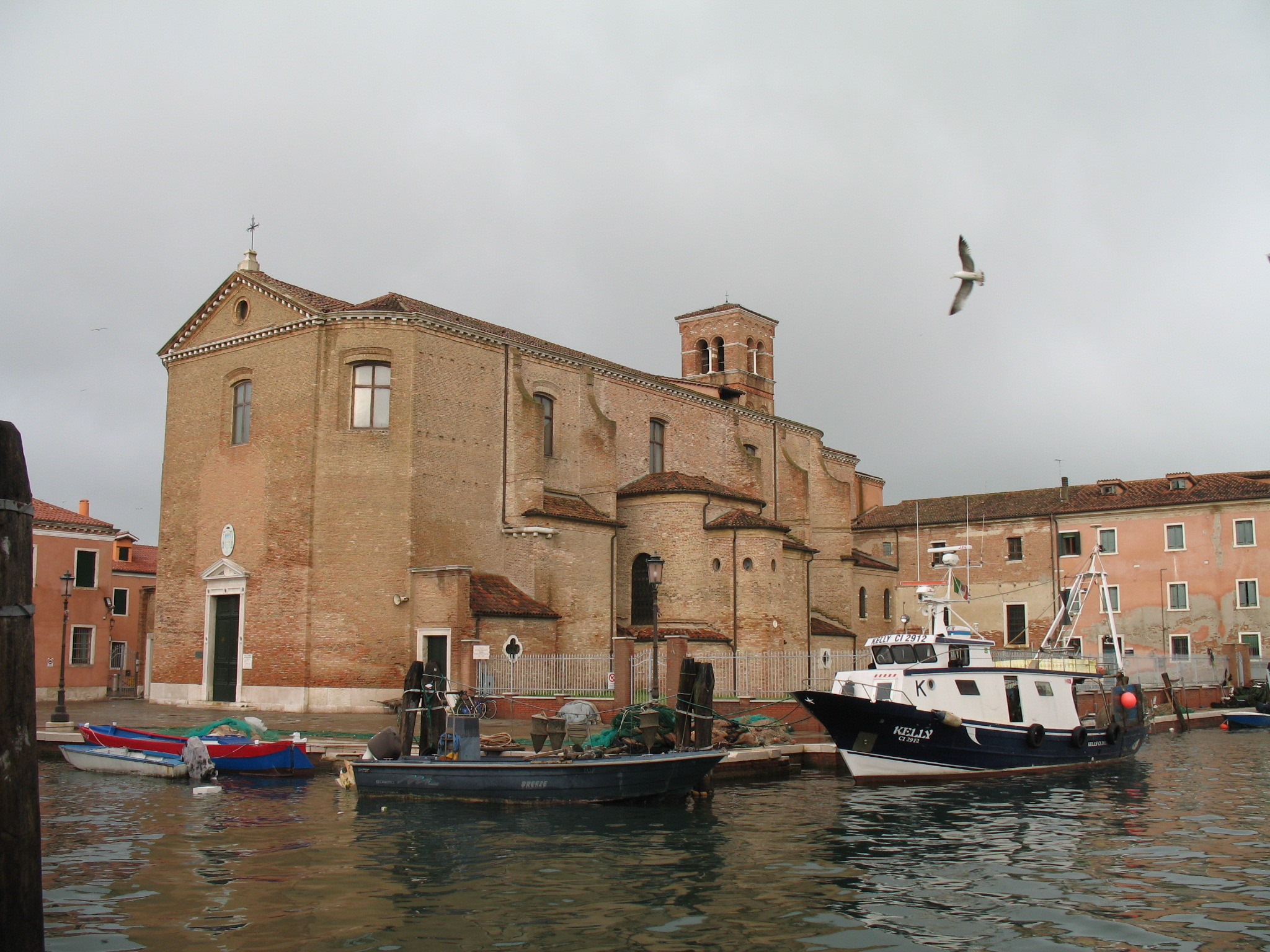
La ciudad de Chioggia.

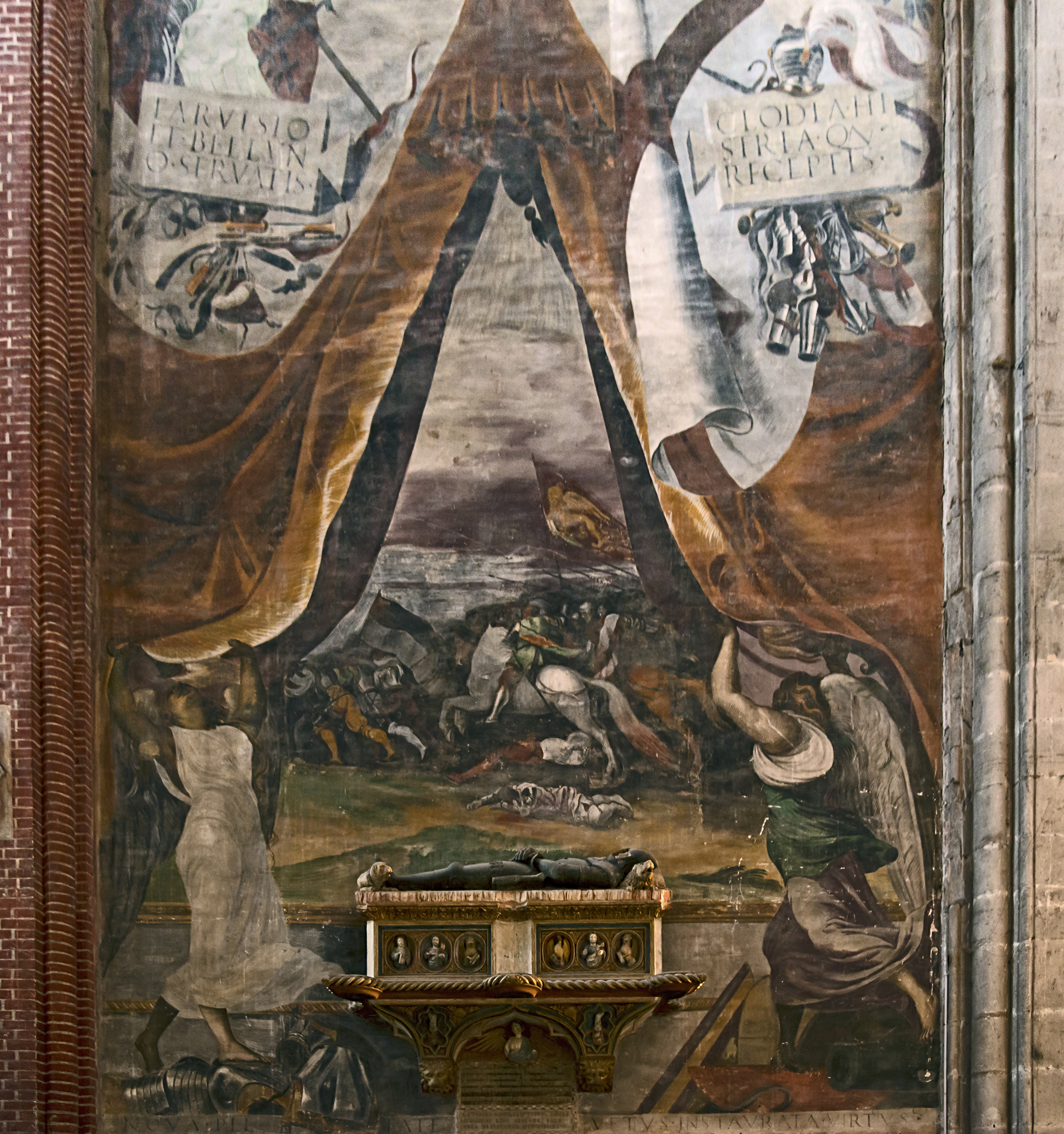
Batalla de Chioggia - Lorenzino di Tiziano

Esta confrontación toma su nombre del puerto pesquero de Chioggia, que poseía una guarnición veneciana de 3000 hombres. Los genoveses habían sido reforzados por los húngaros y los paduanos, e, inesperada y repentinamente, atacaron el sur de la laguna veneciana. Se internaron con su flota en los canales del estuario y hostigaron y, finalmente, tomaron Chioggia el 16 de agosto de 1379. A mediados de ese mes, los aliados tenían rodeada la ciudad de Venecia.
El senado veneciano intentó buscar la firma de una paz que pusiera fin al conflicto, pero cuando los genoveses respondieron que ellos estaban dispuestos a "poner el bocado y las bridas a los caballos de la catedral de San Marcos", los venecianos se decidieron a luchar hasta el final. Todos los efectivos en la reserva fueron movilizados y Vettor Pisani, que había sido hecho prisionero tras la batalla de Pola, fue liberado por aclamación popular.
Durante la noche del 22 de diciembre de 1379, arropados por la oscuridad, el Dogo de Venecia Andrea Contarini y Pisani sitiaron Chioggia. Para ello, cortaron las líneas enemigas que ocupaban a zona, tanto paduanas como la flota genovesa, y después de lanzar un ataque por varios frentes sobre Chioggia, los venecianos intentaron obstaculizar cualquier canal por el cual la flota genovesa pudiera escapar del cul-de-sac de Chioggia.
La flota veneciana, que había estado de expedición por el Mediterráneo alcanzó el puerto de Brondolo el 1 de enero de 1380. Esta flota estaba bajo el mando de Carlo Zeno, que se había marchado en una expedición de saqueo antes de la batalla de Pola y había estado infligiendo daño al comercio genovés en el Mar Tirreno y en el Mar Egeo, en sitios tan alejados como Beirut y Rodas. Zeno regresó a casa a tiempo para unirse al sitio de Chioggia. En este momento eran los genoveses los que estaban rodeados.
El ataque sobre el puesto genovés en Chioggia se reavivó. Los genoveses resistieron con resolución ante la esperanza de que llegaran refuerzos desde casa. Los siguientes meses estuvieron marcados por las escaramuzas. Los genoveses intentaron eliminar las barricadas en los canales y los venecianos defenderlas. Génova también falló en el intento de seducir a los mercenarios empleados por los venecianos para sitiar Chioggia.
Los navíos pesados genoveses fueron muy perjudicados por las aguas de baja profundidad e intrincados canales de la laguna. Aprovechando su destreza y su conocimiento de la zona, Pisani realizó una serie de movimientos que giraron completamente las tornas sobre los invasores.
Pisani llevó a cabo una sucesión de ataques nocturnos, durante los cuales hundió navíos cargados de suministros no sólo en los canales que conducían a través de la laguna a Venecia, sino también en las aguas que rodeaban la isla de Brondolo, que unían Chioggia y el mar abierto.
De este modo, los genoveses fueron acorralados en el mismo momento en el que estaban a punto de sitiar Venecia. Pisani tomó el mando de las galeras que se encontraban en mar abierto, fuera de Bondolo, y durante el resto del año, levantó un estrecho bloqueo sobre el enemigo. A pesar de todo, la angustia de los venecianos era grande. Ante esta situación, el Dux y la nobleza intentaron dar un ejemplo de compromiso al pueblo tomando el juramento de no volver a Venecia antes de que Chioggia hubiera sido tomada.
Los recursos de Génova estaban muy mermados pues el coste de equipamiento de la flota que había enviado a la toma de Chioggia había sido alto. Los refuerzos sufrirían así un retraso que sería determinante. Hasta el 12 de mayo de 1380, los genoveses no pudieron enviar tropas de refresco para alivio del sitio de Chioggia. Esta misión fue encargada al almirante Matteo Maruffo, que hizo su aparición en Brondolo cuando esta ya había sido ocupada. Su flota, que llegaba victoriosa pero mermada por las escaramuzas del trayecto, fue incapaz de tomar el puerto en el que los venecianos se habían hecho fuertes. Tras más de un mes de infructuosa lucha entre la flota comandada por Maruffo y los venecianos de Brondolo, la resistencia de los genoveses ocupantes de Chioggia llegó a su fin, el 24 de junio de 1380. Con esta derrota, los genoveses dejaban a Venecia el camino libre para hacerse con el control del mar Adriático.

## Paz de Turín
En 1381, con la mediación del Conde de Saboya, Amadeo VI, las dos partes firmaron un tratado de paz en Turín. Este acuerdo no daba ventaja formal ni a Génova ni a Venecia, pero supuso el final de su larga disputa: Los barcos genoveses no volverían a ser vistos en el Adriático después de la Guerra de Chioggia.
Este conflicto fue el primero de la historia en el que se usaron barcos armados con cañones, para apoyar 
operaciones de desembarco, y quizás contra las galeras genovesas.
La guerra estuvo al borde de ser desastrosa para ambas partes, y Génova fue especialmente afectada. Venecia podría haber sufrido igual, de no ser por sus almirantes Vettor Pisani y Carlo Zeno. Venecia conservó su fuerza y afianzó su supremacía en el Mediterráneo oriental hasta que fue derrotada por la Liga de Cambrai en 1508.